# Katarina von Bredow

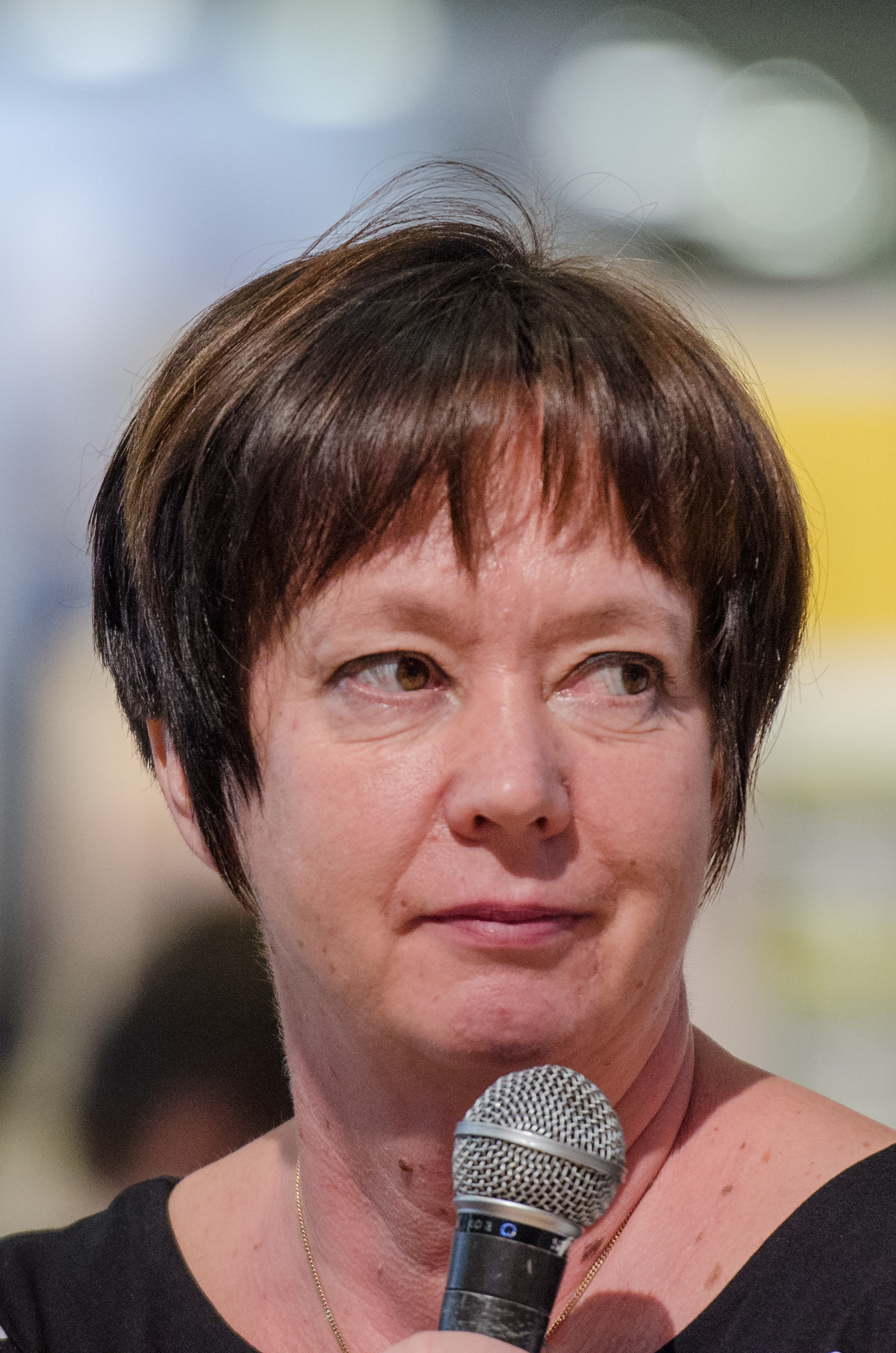
Katarina von Bredow, 2013

Anna Petra Katarina Andersson von Bredow, geb. Lindén (* 16. Februar 1967 in Aneby, Småland) ist eine schwedische Schriftstellerin. Sie war von 1985 bis 2000 mit dem schwedischen Journalisten Einar von Bredow (1931–2008) verheiratet, seit 2000 in zweiter Ehe mit Kjell Andersson (* 1945), mit dem sie zwei Söhne hat. Bredow lebt auf einem schwedischen Hof namens Norregård (nördlicher Hof).
Ihre Jugendbücher thematisieren die Probleme, Sehnsüchte und Ängste von Jugendlichen.
Ihr erster Roman Syskonkärlek/Geschwisterliebe (dt. 1994 „Ludvig meine Liebe“) erschien 1991.

## Bücher
- Kratzspuren, Anrich 1995, ISBN 3-89106-236-2
- Kaum erlaubt!, Anrich 1997, ISBN 3-89106-308-3
- Ludvig meine Liebe, Beltz und Gelberg 2002, ISBN 3-407-78881-9
- Als ob nichts wäre, Beltz und Gelberg 2002, ISBN 3-407-78878-9
- Verliebt um drei Ecken, Beltz und Gelberg 2005, ISBN 3-407-80939-5
- Zum Glück allein, Beltz und Gelberg 2005, ISBN 978-3-407-81030-4
- Kribbeln unter der Haut, Beltz und Gelberg 2006, ISBN 3-407-80967-0
- Wie ich es will, Beltz und Gelberg 2009, ISBN 978-3-407-81048-9
- Er ist der Freund meiner Freundin, Beltz und Gelberg 2012, ISBN 978-3-407-81089-2
- Ich will endlich fliegen, so einfach ist das, Beltz und Gelberg 2013, ISBN 978-3-407-81131-8

## Auszeichnungen und Preise
- Buxtehuder Bulle (dt. Jugendjury) für „Ludvig meine Liebe“ 1994
- Deutscher Jugendbuchpreis Junge Jugendbuch Jury für „Ludvig meine Liebe“ 1995
- Jönköpings läns landstings kulturstipendium 1996
- Preis der Bokjuryn in der Kategorie 14–19 Jahre 2004
- Taschenbuchpreis in der Kategorie Jugendbuch 2007
- Preis der Bokjuryn in der Kategorie 14–19 Jahre 2007